# Viola da terra
La viola da terra, també coneguda com a viola d'arame, viola de dos cors, o viola de dotze cordes, és un instrument de cordes tradicional de les illes Açores, Portugal.

## Història
L'origen de la viola da terra està relacionat amb la presència de la viola portuguesa o guitarra, portada des del continent portuguès a l'inici de l'assentament dels portuguesos a les illes Açores.
La viola da terra és la germana de les violes braguesa, toeira, amarantina, caipira i de la viola de Madeira, havent-hi experimentat una evolució diferent per l'aïllament que va condicionar la seva existència a les Açores.
A Saudades da Terra, de Gaspar Frutuoso, el primer cronista de les Açores, hi ha diverses referències als intèrprets de viola da terra o "tangedores" (tocadors). Tanmateix, fins al segle XIX, quan apareixen representacions de la viola de les Açores en gravats al·lusius a les festes populars, es desconeixia la seva evolució, així com el desenvolupament de les seves respectives característiques.
A les Açores hi havia molts artesans que es dedicaven a l'art de construir violes da terra, la majoria dels quals són desconeguts. El coneixement de la construcció d'aquests instruments musicals, transmès de generació en generació, va permetre a molts d'aquests artesans mantenir les seves famílies, encara que no com a única feina.
Amb el temps, la viola da terra ha anat adquirint una gran importància social i cultural en la vida de les Açores, sent present en diversos actes festius tradicionals, per acompanyar melodies com ara saudade, sapateia, pezinho, bela aurora, chamarrita, entre d'altres. Té un lloc privilegiat en la poesia popular i va ser portat pels emigrants cap a la diàspora dels habitants de les Açores.
L'instrument formava part dels aixovars del nuvi i durant el dia era costum col·locar-lo sobre un cobrellit a quadres. Aquesta unió en la qual es col·locava la viola amb les cordes cap avall, en contacte amb la tela de l'edredó, impedia, diuen els antics, que la viola da terra guanyés humitat, ja que és un instrument sensible a les variacions de temperatura i humitat.

## Característiques
Equipada amb característiques i amb un so particular, la viola da terra es presenta en dos tipus principals: la viola da terra de l'illa de São Miguel i la de l'illa Terceira. La viola da terra es pot trobar a gairebé totes les illes de l'arxipèlag de les Açores, amb diverses variants a causa de les diferències de construcció, corda, afinació i tècnica d'interpretació.
L'instrument preferit del poble, la viola da terra consisteix en una caixa de ressonància alta i estreta en forma de "8", amb una cintura lleugerament accentuada, un coll llarg i una escala que arriba fins a la boca, amb vint-i-un trasts. Compta amb 12 cordes: tres cordes dobles, les tres més agudes, i dues triples, les següents. Té les mateixes cordes que la bandúrria, però aquesta té sis cordes dobles i amb una caixa de ressonància en forma de pera. La boca de la viola da terra és molt diferent de la de la guitarra, que consta d'un sol forat circular, mentre que la viola da terra té forma de dos cors separats. Entre les dues fileres de clavilles de la viola da terra tradicional, sovint hi ha un petit mirall que serviria per al ritual d'afaitar, rentar i pentinar, abans que el músic vagi de porta en porta amb una cigarreta a la boca fent sonar la viola da terra pel veïnat.

### Viola de la terra de São Miguel
La viola da terra de São Miguel és tradicional de l'illa de São Miguel, Açores, Portugal.

#### Característiques
La seva longitud és d'aproximadament 87 cm. La boca sol tenir una obertura en forma de dos cors. El diapasó s'entén més enllà del mànec, arribant fins a la boca. El cap és generalment pla, lleugerament inclinat en relació amb el mànec, i de forma rectangular, amb les clavilles.
Generalment, els costats són de noguera, la part superior de pi de Flandes, el mànec de caoba o pollancre, els interiors de pi o pollancre i el diapasó de granadilla.

#### Afinació
La Viola da Terra de São Miguel té 5 ordres de cordes: els tres ordres més alts són dobles i afinats a l'uníson, els dos ordres més greus són triples i afinats en octava.
Algunes fonts donen l'afinació següent (de més alta a més baixa): - Re4 (uníson) - Si3 (uníson) - Sol3 (uníson) - Re3 (octava més alta) - La2 (octava més alta).

### Viola de terra de Terceira
La viola da terra de Terceira és tradicional de l'illa de Terceira, Açores, Portugal.

#### Afinació
La viola de Terceira té 5 ordres de cordes: els tres ordres més alts són dobles i afinats a l'uníson, els dos ordres més greus són triples i afinats en octava.
Algunes fonts donen l'afinació següent (de més alta a més baixa): - Mi4 (uníson) - Si3 (uníson) - Sol3 (uníson) - Re3 (amb una octava més alta) - La2 (amb una octava més alta).
També hi ha una viola de 15 cordes, amb un sisè ordre de cordes triples: - Mi4 (uníson) - Si3 (uníson) - Sol3 (uníson) - Re3 (amb una octava més alta) - La2 (amb una octava més alta) - Mi2 (amb una octava més alta).

## Simbologia
La viola da terra presenta un conjunt de característiques simbòliques:
Constitueixen l'obertura o boca. Segons l'explicació popular de les Açores, els dos cors (amb els seus extrems en direccions oposades) representen l'amor entre dues persones que estan separades físicament, que s'uneixen pel mateix sentiment d'enyorança.
Els cors estan connectats per un disseny que s'assembla a un cordó umbilical, que s'uneix en una llàgrima: la llàgrima de l'enyorança. Aquesta llàgrima de nostàlgia també es coneix com el símbol de l'As d'Oros, que representa la recerca de la fortuna durant l'emigració.
En el quadre "Os Emigrantes", de Domingos Rebelo, mereix destacar la viola da terra, ja que és representada pel pintor com un dels elements de l'equipatge dels que marxen, juntament amb una representació del Sant Crist dels Miracles.

### L'astor
A la part superior, subjectant les cordes, a cada costat del pont hi ha una representació de l'astor, l'ocell que diuen que va donar nom a l'arxipèlag.

### Corona de l'Esperit Sant
Girant la viola da terra amb les clavilles d'afinació cap avall, es pot veure que el disseny format pel "cordó umbilical" i els dos cors s'assembla a la forma de la corona de l'Esperit Sant, un culte amb gran devoció per part del poble de les Açores.

### Natura / Lira
Sota el cavallet és costum tenir un ornament en forma de planta, que representa la natura, la riquesa més gran de les nou illes de les Açores. També representa el blat, essencial per a l'alimentació bàsica dels habitants de l'arxipèlag.
Aquest adorn varia segons el fabricant de l'instrument. De vegades, al seu lloc, hi ha la representació d'una lira, flanquejada per dues serps mirant cap a l'exterior, una figura de la qual es desconeix l'origen.

## La viola da terra avui
En els darrers anys la viola da terra ha rebut una gran afluència de dinamisme. Inicialment, hi va contribuir el treball d'un antropòleg de la Universitat de les Açores, el professor Rui Sousa Martins, amb bibliografia publicada i exposicions muntades sobre el tema.
El paper dels professors i dels tocadors és igualment reconegut. Ricardo Melo va crear un Manual de Suport a l'Estudi de la Viola da Terra Micaelense. Rafael Carvalho, a més de ser un tocador virtuós, ha desenvolupat un conjunt de classes de viola da terra en línia per donar suport a aquells que no tenen accés a un professor. Ha mantingut un web dedicat exclusivament a l'instrument, així com ha publicat les sèries Mètode per a Viola da Terra, Iniciació (2013), Bàsica (2015) i Avançada (2016).
Actualment, hi ha moltes associacions, entre elles el Conservatori Regional de Ponta Delgada, que es dediquen a formar joves intèrprets amb curiositat per provar un instrument amb simbolisme i tradició per al poble de les Açores.
El 2019, la viola da terra va ser certificada oficialment com a producte de la marca Artesanato dos Açores.